# Guaqui (gemeente)
Guaqui is een gemeente (municipio) in de Boliviaanse provincie Ingavi in het departement La Paz. De gemeente telt naar schatting 7.336 inwoners (2018). De hoofdplaats is Guaqui.